# Barzoi (hond)
Barzoi of borzoi (van het Russisch borzoj) is een oud Russisch hondenras, behorende tot de windhonden. Hij is hoogbenig en langharig. Verder heeft hij een lang, smal hoofd, hangende, naar achteren gevouwen oren en een lange staart. Zijn kleur is wit of wit met gele, oranje, rode, grijze of gestroomde vlekken; een van de genoemde kleuren zonder wit. De schofthoogte is bij teven 70 centimeter en meer, reuen 75 centimeter en meer.

## Beschrijving

### Uiterlijk
De Barzoi is een grote, langharige Russische windhond die gelijkenissen toont met Aziatische windhonden zoals de Afghaanse Windhond, Saluki en de Taigan.

#### Hoofd
Gezien van bovenaf en langs de zijkant is het hoofd van de Barzoi droog, lang, smal en aristocratisch. In profiel vormen de lijnen van de schedel en de snuit een lange, enigszins bolle lijn. De lijn van de sagittale kam loopt recht of lichtjes schuin naar de goed aangegeven achterhoofdsknobbel. Het hoofd is zo elegant en mager dat de meest prominente aders zichtbaar zijn door de huid.

#### Vacht
De vacht is zijdezacht, soepel, golvend of vormt korte krullen, maar nooit kleine strakke krullen. Op het hoofd, de oren en de ledematen is de vacht satijnachtig, kort en ligt ze dicht tegen het lichaam aan. Op het lichaam zelf is het haar relatief lang en golvend, ter hoogte van de schouderbladen en het kruis vormt het haar fijnere krullen, op de ribben en de dijen is het haar korter, het haar dat de bevedering van de "broek" en de staart vormt is langer en de vacht in de nek is dicht en overvloedig.

#### Kleur
Alle kleurencombinaties zijn toegestaan, behalve blauw, chocolade en alle derivaten van deze kleuren. Alle kleuren mogen zowel in een solide als in een bonte vorm voorkomen. De bevedering op de staart, poten en de "broek" zijn aanzienlijk lichter dan de rest van het lichaam. Sommige Barzois hebben ook een zwart masker.

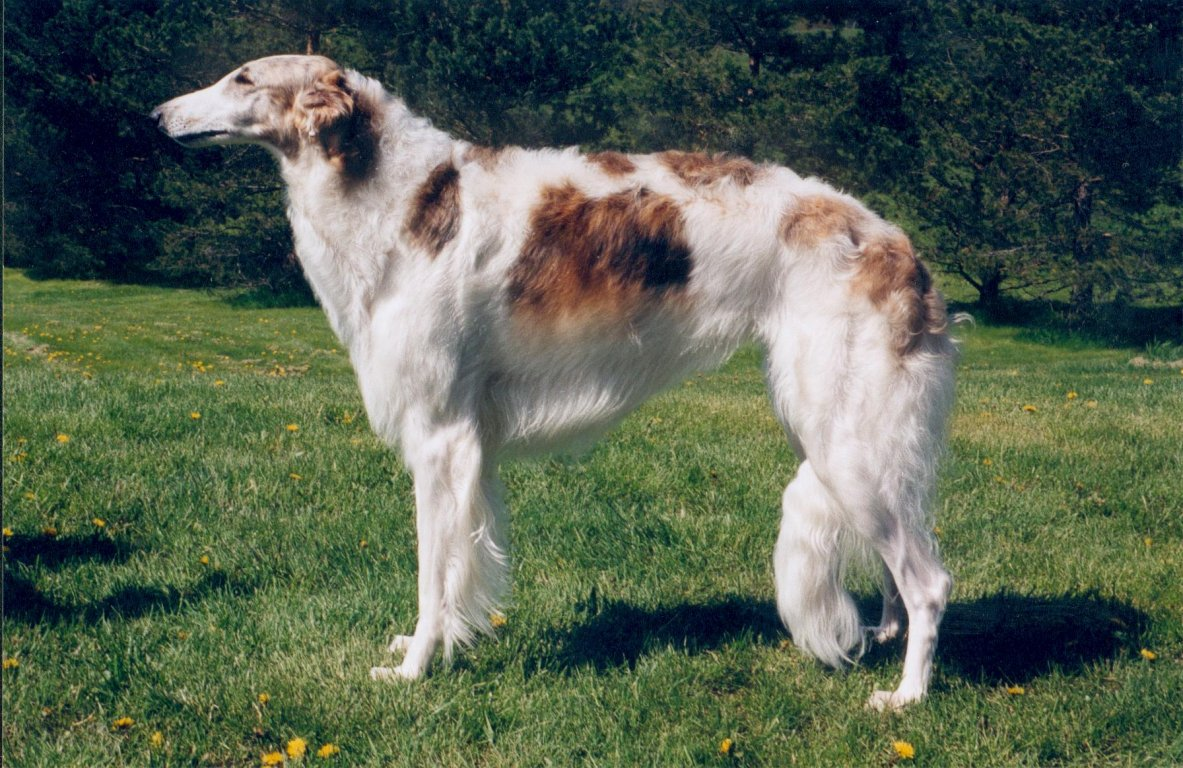
Roodbont
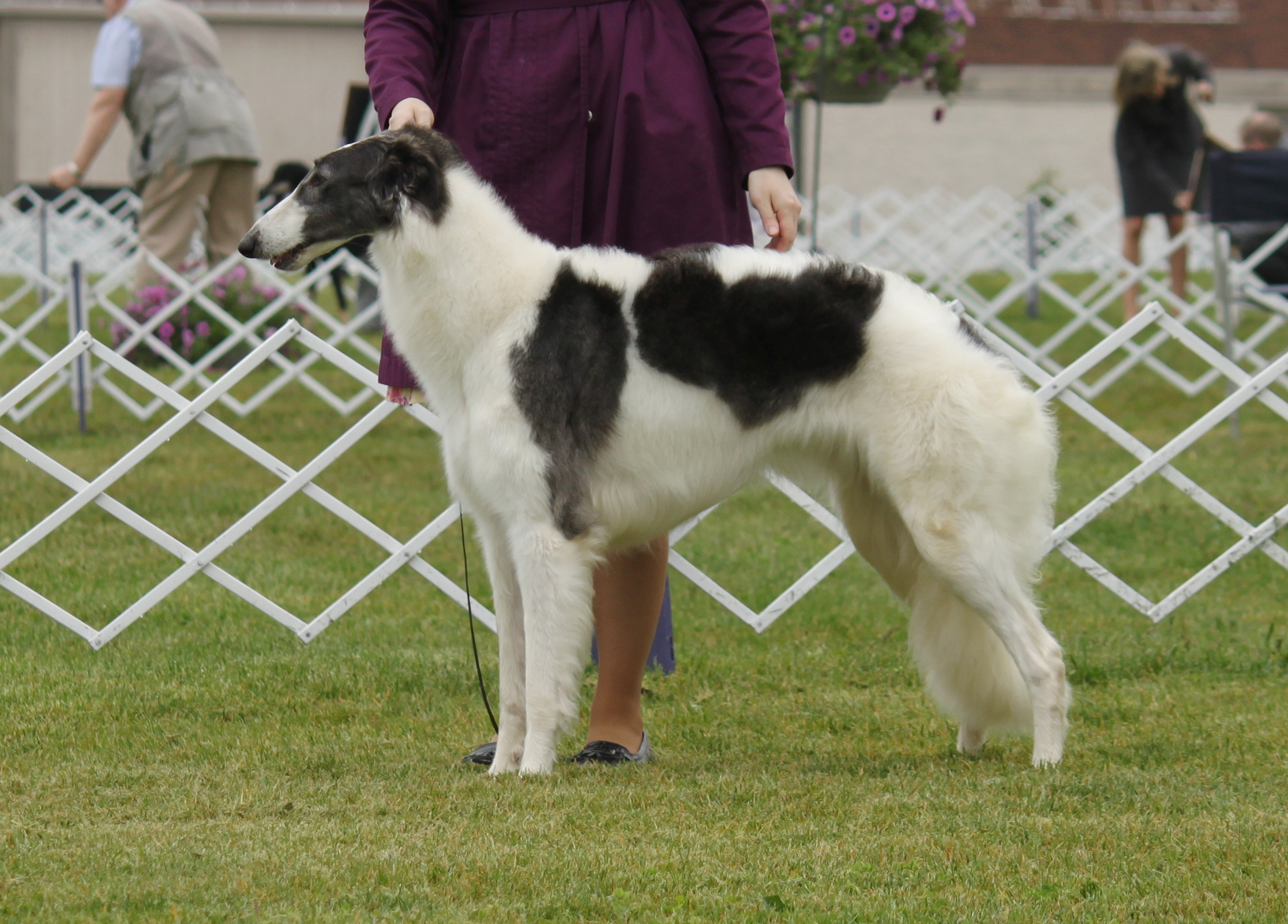
Zwartbont
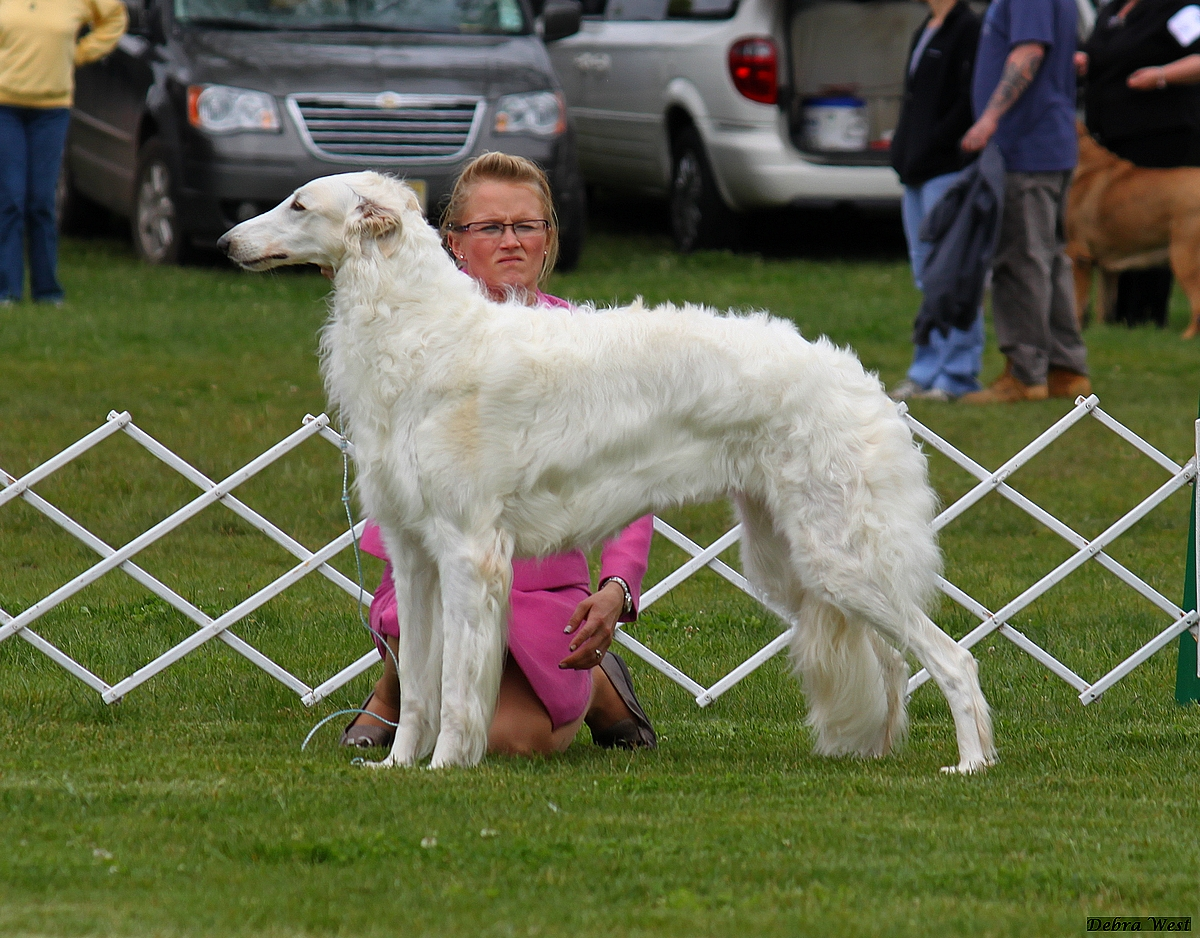
Wit.
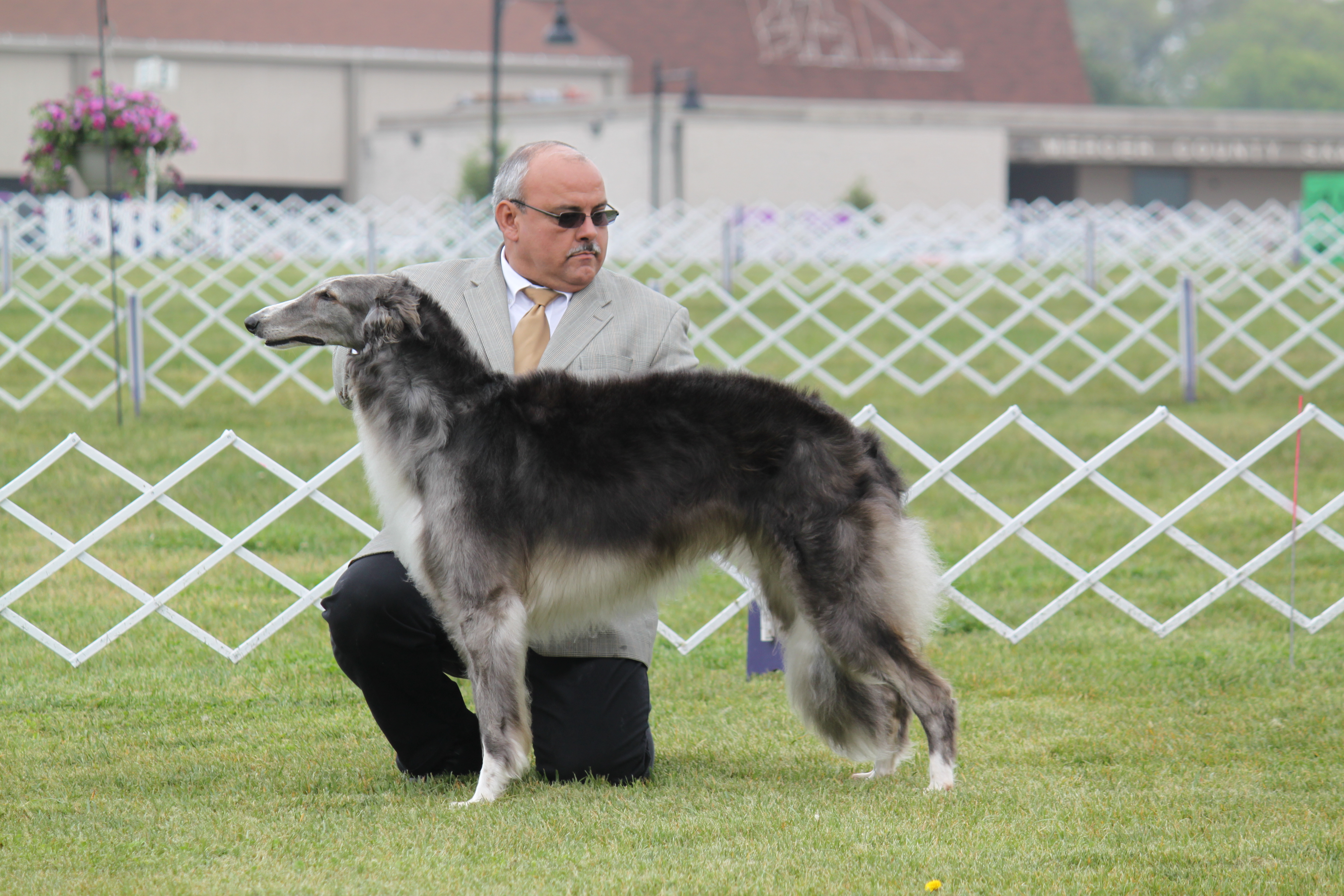
Zwart.
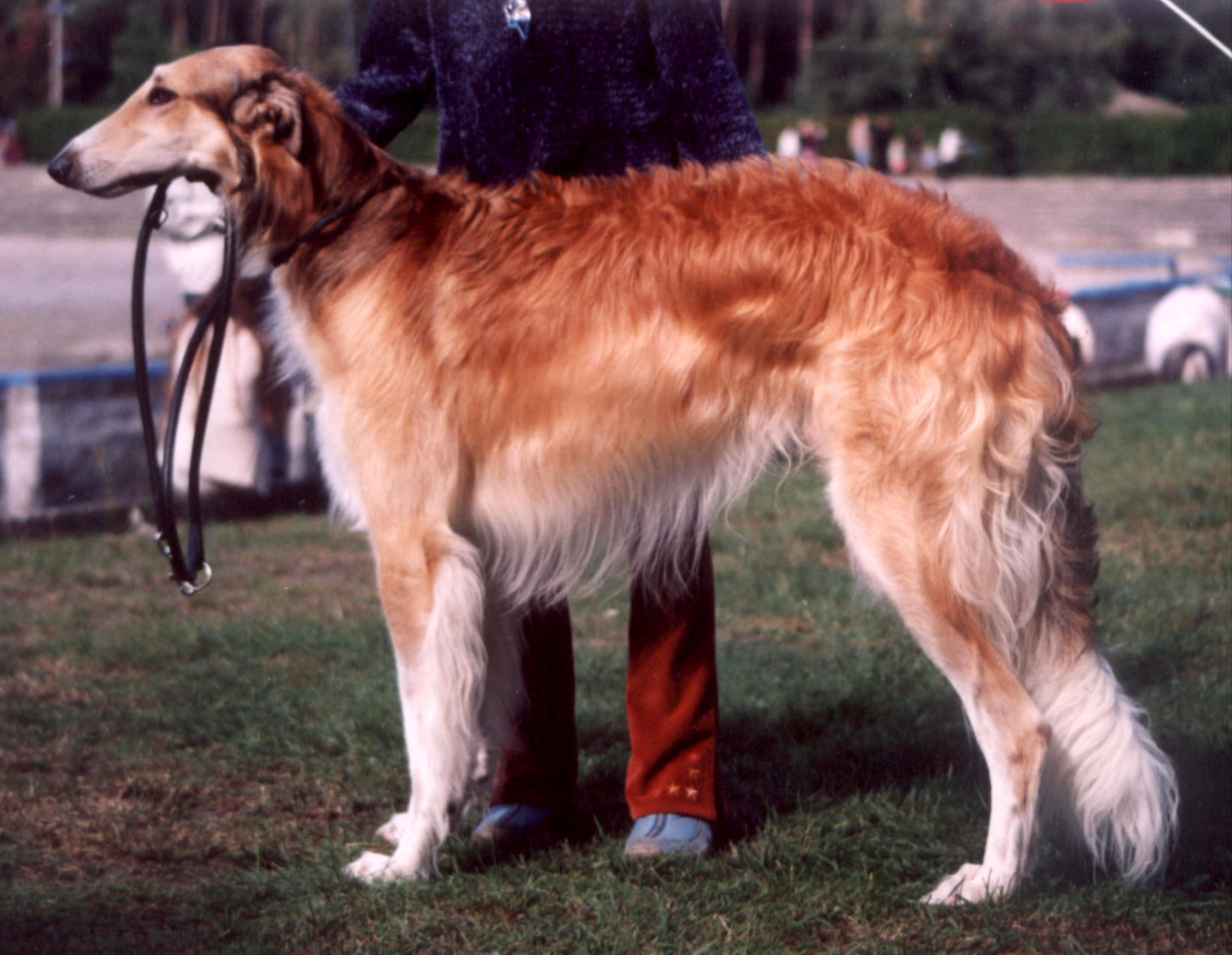
Rood.
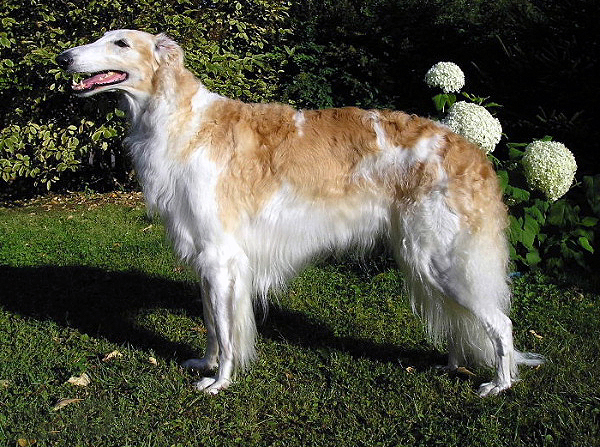
Geelbont.

## Oorsprong

### Naam
Het systeem waarmee de Russen door de eeuwen heen hun windhonden noemden was een reeks van beschrijvende termen, geen werkelijke namen. "Borzói" is het mannelijk enkelvoud van een archaïsche Russisch bijvoeglijk naamwoord dat "snel" betekent. "Borzaya Sobaka" (snelle hond) is de gangbare term die door de Russen gebruikt wordt, maar "Sobaka" valt meestal weg.  Er zijn verschillende types binnen dit ras. De naam "Psovaya" is afgeleid van het woord "psovina", wat "golvende, zijdezachte vacht" betekent. "Hortaya", zoals in Hortaya Borzaya, betekent dan weer "kortharige". Het hondenras dat wij kennen als de Barzoi staat vandaag de dag in Rusland officieel bekend als "Russkaya Psovaya Borzaya". Andere Russische windhondenrassen zijn de Stepnaya Borzaya van de steppes alias Stepnoi, en de Krimskaya Borzaya van de Krim alias Krimskoi.

### Geschiedenis

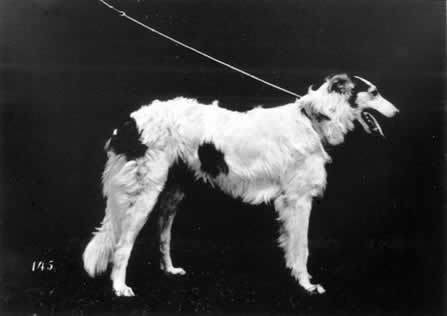
Barzoi genaamd Flock, eigendom van Max Hartenstein, Berlijn Duitsland, 1879.

De Barzoi komt van oorsprong uit Rusland, waar hij werd gebruikt voor de wolvenjacht.
Er werd lang gedacht dat er Saluki-achtige honden waren meegenomen vanuit Byzantium naar Rusland tijdens de 9de en 10de eeuw, en later nog eens met Mongoolse invallers uit het Oosten. Maar sinds de archeologische archieven en onderzoeksresultaten van de voormalige Sovjet-Unie openbaar zijn gemaakt voor wetenschappers, is het duidelijk dat de voorganger van de Barzoi geëvolueerd is ergens tussen Kirgizië, het gebied onderin Kazachstan en de Afghaanse vlaktes. Hieruit is ook gebleken dat de Afghaanse Windhond van op de vlaktes en de Kirgizische Taigan de eerste feitelijke windhonden waren.

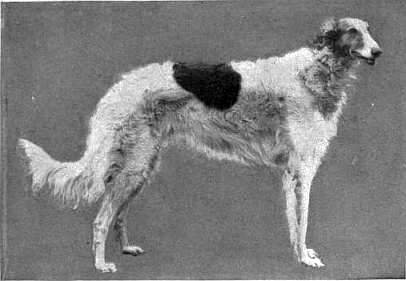
Barzoi, 1911.

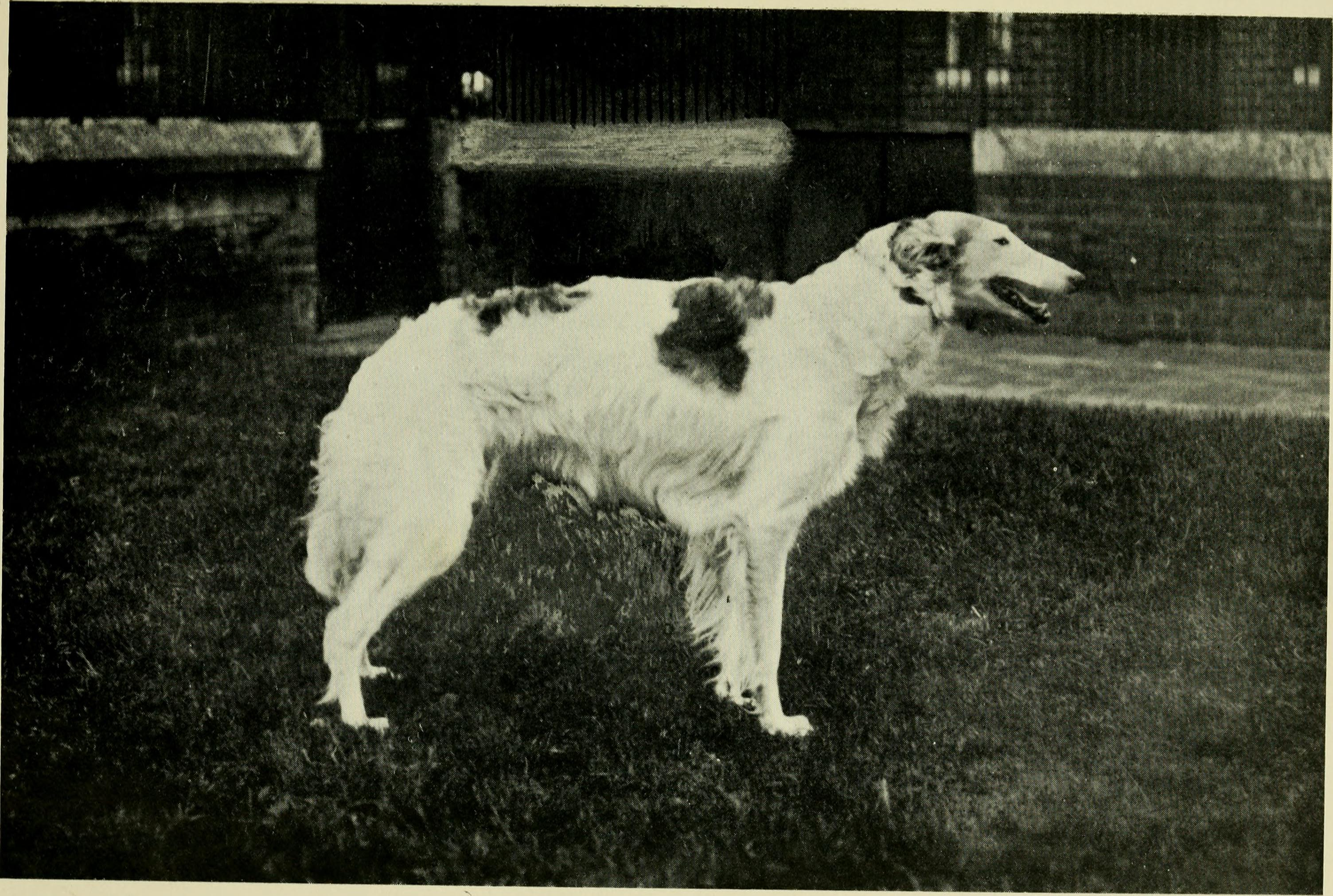
Barzoi, 1913.

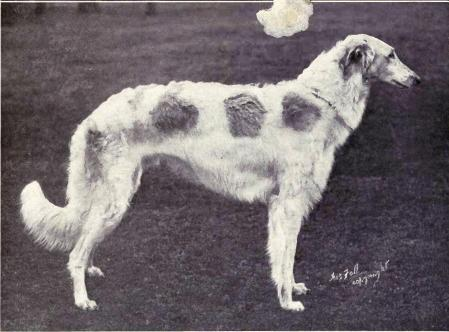
Barzoi, 1915.

Deze twee oude rassen emigreerde naar het Zuiden waar ze de grondleggers werden voor rassen zoals de Saluki en de Tazi. Daarna verspreidde ze zich meer naar het Westen waar deze honden gebruikt werden voor het oprichten van rassen zoals de Stepnaya, Krimskaya en Hortaya. Ze hielpen bij het ontwikkelen van hondenrassen die elk waren aangepast aan hun regio van herkomst. Dit was een zeer langzaam proces dat op een heel natuurlijke manier gebeurde via de normale spreiding van handel, met de zijde-en specerijenhandel via de Zijderoute als belangrijkste vector.
De meer moderne Psovaya Borzaya is ontstaan uit de Stepnaya, de Hortaya en de Oekraïens-Poolse versie van de oude Hort. Er werden ook windhonden uit het Westen geïmporteerd om het ras meer lengte en gewicht te geven. De honden werden ook gekruist met de Russische Laika om ze meer weerstand te geven tegen de koude in het Noorden en om ze een langere en dikkere vacht te geven, iets waar de windhonden in het Zuiden geen behoefte aan hebben.
Al deze verschillende typen windhonden die gebruikt zijn als grondleggers voor de Barzoi — de Tazi, Hortaya, Stepnaya, Krimskaya en de Hort — hadden al de instincten en de behendigheid die nodig zijn voor het jacht maken op wolven.
De Psovoi was erg populair bij de tsaren vóór de revolutie van 1917. Eeuwenlang kon de Psovoi nergens worden aangekocht, deze honden waren enkel te verkrijgen als geschenk van een tsaar. Groothertog Nicholas Nicolaievich van Rusland fokte ontelbaar veel Psovoi op zijn privé-landgoed, Perchino.
Het Russisch concept van de jachtproeven werd in het leven geroepen tijdens het tijdperk van de Tsaren. Naast het bieden van een opwindende sport, werden deze proeven ook gebruikt om te zien welke dieren het best geselecteerd werden voor de fok. Enkel de snelste en de meest intelligente jachthonden mochten een nageslacht produceren. Voor de aristocratie en de adel waren deze jachtproeven een goed georganiseerde ceremonie die soms dagenlang duurden. De Barzoi werden begeleid door jagers te paard en Foxhounds op de Russische steppe. De meest voorkomende doelwitten waren hazen, konijnen en ander kleinwild, maar de jagers hielden er vooral van om hun honden te testen op wolven. Als er een wolf werd waargenomen, liet de jager een team van twee à drie Barzoi los. Deze zette dan de achtervolging in en als ze uiteindelijk de wolf bereiken, bijten ze het dier langs beide zijkanten in de nek en houden ze het vast tot de jager arriveerde. De Barzoi doden de wolf niet, dat deed de jager dan op de klassieke manier, met een mes. In Rusland is het nog steeds gebruikelijk om Barzoi te laten jagen op wolven tijdens jachtproeven. Deze proef behoort tot het behalen van een diploma voor jachthonden van het type windhond, en worden uitgevoerd met één, twee of drie honden.
Na de revolutie van 1917 viel de wolvenjacht met windhonden al snel uit de mode omdat het gezien werd als aristocratische en tijdrovende manier van jagen. Er was geen behoefte meer aan een windhond die in staat is een wolf te vangen. Bovendien waren er, boven op de oude techniek van de drijfjacht, een aantal nieuwe effectievere jachttechnieken ontwikkeld met behulp van aas, vlaggen, propeller sleeën, elektronische lokfluitjes en vliegtuigen. Decennialang waren de overgebleven Barzoi enkel geschikt voor de jacht als ze genoeg aanvalsdrang toonde voor de vossenjacht. De geruchten over vervolging van windhonden in het post-revolutionaire Rusland is een legende van de moderne tijd, mogelijk gebaseerd op vergelijkbare incidenten in Maoïstisch China.
Een Sovjet-soldaat, genaamd Constantin Esmont, heeft in de jaren 40 een gedetailleerd verslag gemaakt over de verschillende typen Borzaya die hij vond in Kozakkendorpen. De illustraties die Esmont gemaakt heeft zijn niet zo lang geleden gepubliceerd.
Esmont was bang dat de verschillende typen Borzaya dreigde te verdwijnen zonder een gecontroleerd foksysteem. Hij overtuigde de Sovjet-regering dat de Barzoi een waardevolle aanwinst zou zijn voor de jagers die de bontindustrie ondersteunde, en dus werd de fok van dit ras voortaan officieel gereguleerd. Tot op de dag van vandaag wordt de kortharige Hortaya Borzaya zeer gewaardeerd als jachthond op de steppe, terwijl de langharige Psovaya Borzaya door een moeizame periode van herstel gaat, waarbij fokkers de werkkwaliteiten van voorheen terug in het ras proberen te krijgen, nadat deze decennialang enkel was gefokt voor het deelnemen aan hondenshows.
Tijdens het tijdperk van de Sovjet-Unie was het uiterst zeldzaam dat er Barzoi naar andere landen werden geëxporteerd. Gelukkig waren er tijdens de 19de eeuw genoeg honden meegenomen uit Rusland naar Groot-Brittannië, Scandinavië, West-Europa en de Verenigde Staten om dit ras te doen ontwikkelen buiten de grenzen van zijn geboorteland.
Afghaanse windhond ·
Azawakh ·
Barzoi ·
Chart polski ·
Deerhound ·
Galgo español ·
Greyhound ·
Hongaarse windhond ·
Ierse wolfshond ·
Italiaans windhondje ·
Saloeki ·
Sloughi ·
Whippet